# Melaleuca howeana
Espèce
Melaleuca howeana est une espèce de plantes à fleurs de la famille des Myrtaceae. C'est un arbuste endémique du groupe des îles Lord Howe, 600km au large de la côte est de l'Australie. On la trouve dans les zones exposées, sur les falaises et les crêtes, formant parfois des peuplements monospécifiques. Son plus proche parent continental est Melaleuca ericifolia.

## Description
Melaleuca howeana est un arbuste dense atteignant 3-4 m de hauteur avec une écorce squameuse. Ses jeunes rameaux sont dotés de poils fins, doux et soyeux mais deviennent glabres avec l'âge. Ses feuilles sont disposées en alternance, parfois en verticilles de trois, chaque feuille de 3 à 9mm de longueur, et de 1 à 1,6mm de large, de forme linéaire à elliptique étroite avec une pointe émoussée,,.

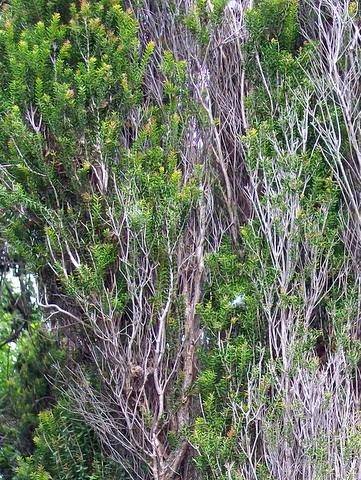
M. howeana au jardin botanique royal de Sydney

Les fleurs sont blanches, disposées en épis aux extrémités des branches qui continuent de pousser après la floraison. Chaque inflorescence mesure jusqu'à 20mm de large et contient entre 6 et 18 fleurs individuelles. Les pétales mesurent de 1,5 à 2mm de long et tombent à mesure que la fleur vieillit. Les étamines sont disposées en cinq faisceaux autour de la fleur avec 6 à 12 étamines par faisceau. La floraison a lieu de mi-septembre à décembre et est suivie de fruits qui sont des capsules ligneuses en forme de coupe,,.

## Taxonomie et dénomination
Melaleuca howeana a été décrite pour la première fois en 1924 par Edwin Cheel dans le Journal and Proceedings of the Royal Society of New South Wales,. L'épithète spécifique (howeana) fait référence à l'île Lord Howe.

## Distribution et habitat
Melaleuca howeana est présente sur l'île Lord Howe et sur la pyramide de Ball. Elle est fréquente, en particulier dans les sites exposés aux embruns, comme sur le littoral et les falaises maritimes, mais aussi sur les crêtes plus à l'intérieur des terres,,.

## Écologie
Melaleuca howeana fournit un habitat au phasme de l'île Lord Howe Dryococelus australis, une espèce en danger critique d'extinction. Un spécimen de la pyramide de Ball pousse dans une petite crevasse où l'eau s'infiltre à travers des fissures dans les roches sous-jacentes. Cette humidité favorise une croissance végétale relativement luxuriante, ce qui a entraîné une accumulation de débris végétaux sur plusieurs mètres de profondeur. Les insectes ont été élevés en captivité et ramenés sur l'île Lord Howe,.